# Саркомастигофори
Саркомастигофорите (Sarcomastigophora) са тип еукариоти обединяващ най-низшите в морфологично и еволюционно отношение едноклетъчни животни. Според някои учени саркомастигофорите са групи с все още неясни родствени връзки. Органели за движение за държеузузите (аксиноматричните перки) или флагелуми (камшичета). Чрез флагелуми се движат представителите от подтип Mastigophora. камшичетата са образувани от една централна ос (аксонема) обкръжена от течна цитоплазма, обвита от тънка външна обвивка. При някои камшичести върху флагелума има множество тънки израстъци наречени мастигонеми. Всеки флагелум започва от базално телце или кинетосома, разположено в ектоплазмата. Псевдоподите са средство за движение при представителите от подпип Sarcodina. Въз основа на морфологията си, те се делят на няколко типа: лобоподи – широки и пръстеновидни, филоподи – тънки и дълги; ретикулоподи – разклонени и аксоподи – дълги и заострени.
Тялото на саркомастигофорите е голо или защитено от външен скелет (черупка). Притежават обикновено едно ядро (по-рядко голям брой еднакви ядра). Размножават се основно безполово, чрез делене или пъпкуване. Там където има полово размножаване, то се извършва чрез копулация.

## Класификация
Типът Sarcomastigophora се дели на три подтипа, въз основа главно на характера на двигателните органели:
- Подтип Mastigophora – камшичести;
- Подтип Opalinata – опалинати;
- Подтип Sarcodina – саркодови;